# Moderne vijfkamp op de Olympische Zomerspelen 1980
 De moderne vijfkamp is een van de sporten die beoefend werden tijdens de Olympische Zomerspelen 1980 in Moskou.

## Heren

### Individueel
| rang   | sporter              | land | Paardensport | Schermen | Schieten | Zwemmen | Atletiek | totaal |
| ------ | -------------------- | ---- | ------------ | -------- | -------- | ------- | -------- | ------ |
| Goud   | Anatoli Starostin    | URS  | 1068         | 1000     | 1110     | 1216    | 1174     | 5568   |
| Zilver | Tamás Szombathelyi   | HUN  | 1100         | 1026     | 1088     | 1144    | 1144     | 5502   |
| Brons  | Pavel Lednjev        | URS  | 1026         | 1026     | 1022     | 1104    | 1204     | 5382   |
| 4      | Svante Rasmuson      | SWE  | 936          | 922      | 1000     | 1332    | 1183     | 5373   |
| 5      | Tibor Maracskó       | HUN  | 980          | 964      | 956      | 1208    | 1171     | 5279   |
| 6      | Janusz Pyciak-Peciak | POL  | 1070         | 844      | 978      | 1172    | 1204     | 5268   |
| 7      | Lennart Pettersson   | SWE  | 1050         | 922      | 1088     | 1156    | 1027     | 5243   |
| 8      | Milan Kadlec         | TCH  | 1084         | 792      | 1088     | 1088    | 1177     | 5229   |

### Team
| rang   | sporters                                          | land | Paardensport   | Schermen      | Schieten       | Zwemmen        | Atletiek       | totaal         | team  |
| ------ | ------------------------------------------------- | ---- | -------------- | ------------- | -------------- | -------------- | -------------- | -------------- | ----- |
| Goud   | Anatoli Starostin Pavel Lednjev Jevgeni Lipejev   | URS  | 1068 1026 1100 | 1000 1026 870 | 1110 1022 824  | 1216 1104 1232 | 1174 1204 1150 | 5568 5382 5176 | 16126 |
| Zilver | Tamás Szombathelyi Tibor Maracskó László Horváth  | HUN  | 1100 980 1008  | 1026 964 1052 | 1088 956       | 1144 1208 1076 | 1144 1171 1039 | 5502 5279 5131 | 15912 |
| Brons  | Svante Rasmuson Lennart Pettersson George Horvath | SWE  | 936 1050 1036  | 922 870       | 1000 1088 1132 | 1332 1156 1152 | 1183 1027 1039 | 5373 5243 5229 | 15845 |
| 4      | Janusz Pyciak-Peciak Jan Olesiński Marek Bajan    | POL  | 1070 1038 1100 | 844 818 844   | 978 890        | 1172 1160 1244 | 1204 1225 1069 | 5268 5219 5147 | 15634 |
| 5      | Paul Four Joël Bouzou Alain Cortes                | FRA  | 1018 962 1090  | 922 756       | 1066 1044 978  | 1244 1080 1140 | 946 1099 1078  | 5196 5107 5042 | 15345 |
| 6      | Milan Kadlec Jan Bártů Bohumil Starnovský         | TCH  | 1084 970 1100  | 792 766 740   | 1088 1066 890  | 1088 1260 1156 | 1177 1096 1066 | 5229 5158 4952 | 15339 |
| 7      | Heikki Hulkkonen Jussi Pelli Pekka Santanen       | FIN  | 980 891        | 1000 740      | 1066 1088 978  | 1100 1116 1168 | 1081 1108 1051 | 5227 5032 4828 | 15087 |
| 8      | Robert Nightingale Peter Whiteside Nigel Clark    | GBR  | 950 1010 986   | 766 714       | 1000 824       | 1212 1228 1144 | 1240 1081 1141 | 5168 5085 4809 | 15062 |

## Medaillespiegel
| rang   | land        | goud | zilver | brons | totaal |
| ------ | ----------- | ---- | ------ | ----- | ------ |
| 1      | Sovjet-Unie | 2    | 0      | 1     | 3      |
| 2      | Hongarije   | 0    | 2      | 0     | 2      |
| 3      | Zweden      | 0    | 0      | 1     | 1      |
| totaal | totaal      | 2    | 2      | 2     | 6      |